# Agusta A129 Mangusta
Agusta A129 Mangusta este un elicopter de atac/antitanc modern, utilizat de Italia.